# Rigidoporus albiporus
Rigidoporus albiporus är en svampart som beskrevs av Corner 1992. Rigidoporus albiporus ingår i släktet Rigidoporus och familjen Meripilaceae.   Inga underarter finns listade i Catalogue of Life.